# Лисон, Питер
Питер Т. Лисон (англ. Peter T. Leeson, родился 29 июля 1979) — профессор (BB&T professor) по изучению капитализма в «Меркатус-центре» Университета Джорджа Мейсона, автор книги «Невидимый крюк: скрытая экономика пиратов», в которой он с помощью социологии рационального выбора изучает экономические условия и стимулы, которые влияли на поведение пиратов, в результате чего они стали пионерами демократии.

## Образование
После получения степени бакалавра в Хиллсдейл-колледже в 2001 году, Лисон учился для получения Ph.D. по экономике в Университете Джорджа Мейсона. Временно работал в Гарвардском университете в 2004 году, а в 2005 он получает докторскую степень в Университете Джорджа Мейсона. В дальнейшем, Лисон работает научным сотрудником (постдоком), занимая позицию F. A. Hayek-fellow в Лондонской экономической школе.

## Экономическая карьера
После возвращения из Лондона в 2005 году Лисон принял должность доцента (assistant professor) экономики Университета Западной Вирджинии, где он оставался около двух лет. В 2007 году он покинул университет, чтобы принять должность профессора банка BB&T по изучению капитализма в Университете Джорджа Мейсона. Также он старший научный сотрудник в «Меркатус-центре».
Также, кроме учёбы и работы в своём университете, Лисон является сотрудником Центра изучения политэкономии в Хэмпен-Сидни-колледже, научным сотрудником Независимого института, и работает в исполнительном комитете Общества развития австрийской школы экономики. Он также является членом учёного совета вирджинского Института общественной политики, зам.редактора «Review of Austrian Economics» и ассистентом в Маккинакском центре общественной политики.
Большая часть исследований Лисона посвящена самодостаточному обмену и частным социальным институтам. Он использует консеквенциалистскую аргументацию в пользу анархо-капитализма, утверждая, что
«теория анархизма черпает силу в эмпирическом опыте, а не в теоретизированиях… Напротив, на множественных аренах анархии в мире мы не видим ни „войны всех против всех“, которая якобы начинается в отсутствие единого мирового правительства, ни свёртывания международной торговли в отсутствие наднациональных законов о коммерции, ни даже элементарного снижения продолжительности жизни — например, в том же Сомали. Напротив, в основном все страны мира живут в мире, международная торговля процветает, а сомалийские условия жизни значительно улучшились после падения централизованной власти».
Фонд Исследований Спонтанного Порядка наградил Лисона премией Хайека в 2006 году, отметив, что в своём исследовании
«Лисон был сосредоточен на изучении проблем порядка без формального законодательства, показывая, что в таких разнообразных ситуациях, как например в торговле между незнакомцами, бандитизме в колониальной западно-центральной Африке и современном Сомали и жизни в пиратских сообществах на протяжении веков, частных неформальных договорённостей было достаточно, чтобы нормально жить без жёсткого контроля правительства».

### Экономика пиратов
Вслед за угоном судна «Маерск Алабама», книга Лисона и многочисленные статьи на тему пиратства привлекли внимание СМИ. В статье, опубликованной в «National Public Radio», он сказал, что «пираты начала XVIII века, такие как Чёрная Борода, „Чёрный Барт“ Робертс и „Калико“ Джек Рэкхем, были не только грабителями. Они были также первыми экспериментаторами над такими идеями и понятиями современного мира, как свобода, демократия и равенство».
Хотя Лисон и особо подчёркивает, что не восхваляет криминальной деятельности пиратов, он утверждает, что их самоорганизация лучший пример того, что даже криминальные сообщества руководствуются исключительно рациональными интересами. В своём интервью для «Нью-Йорк Таймс» он кратко подытоживает свою мысль:
«Идея невидимой ловушки в том, что пираты, хотя и являлись преступниками, действовали исключительно из соображений их личного корыстного интереса. Поэтому они и стали изгоями, чтобы создать такую систему правления и социальных институтов, которая бы лучше всего позволяла им достичь своих криминальных целей… Причиной, по которой основной силой движения был криминал, было то, что они не могли полагаться на государство для создания тех институций личной выгоды, которые они хотели. И пираты более чем кто-либо ещё нуждались в создании такой законодательно-правовой системы, которая позволяла бы им успешно кооперироваться для совместной криминальной деятельности на сколь угодно долгий срок».